# ويليام ألكسندر
ويليام ألكسندر (بالإنجليزية: William Alexander)‏‏ (9 أكتوبر 1976 - ) كاتب، وروائي، وكاتب للأطفال من الولايات المتحدة.